# Skutečný ztracený svět
Skutečný ztracený svět (The Real Lost World) je dokumentární film poprvé vysílaný 10. prosince 2006 na Animal Planet. Ve filmu tým vědců cestuje do Monte Roraima ve Venezuele, což jsou náhorní plošiny, které inspirovalyArthura Conana Doyla k napsání románu Ztracený svět. Film napsal a režíroval Peter von Puttkamer a produkovala společnost Gryphon Productions. 
Dokument získal cenu od WorldFest-Houston International Film Festival za nejlepší záběry a Accolade Television Awards Best of Show za režii a kameru. 

## Vědci
- Dr. Hazel Barton – jeskynní bioložka
- Dean Harrison – kryptozoolog
- Seth Heald – expert na hady
- Peter Sprouse – jeskynní expert
- Rick West – expert na tarantule